# Atmel
Atmel Corporation was een Amerikaans bedrijf en fabrikant van halfgeleiders. Het bedrijf werd opgericht in 1984 en is in 2016 overgenomen door Microchip Technology. Atmel is onder andere de ontwikkelaar van de microcontroller-serie AVR en produceert verder flashgeheugen, aanraaksensors en RF-apparatuur.
Atmel is een acroniem voor advanced technology for memory and logic. 

## Geschiedenis

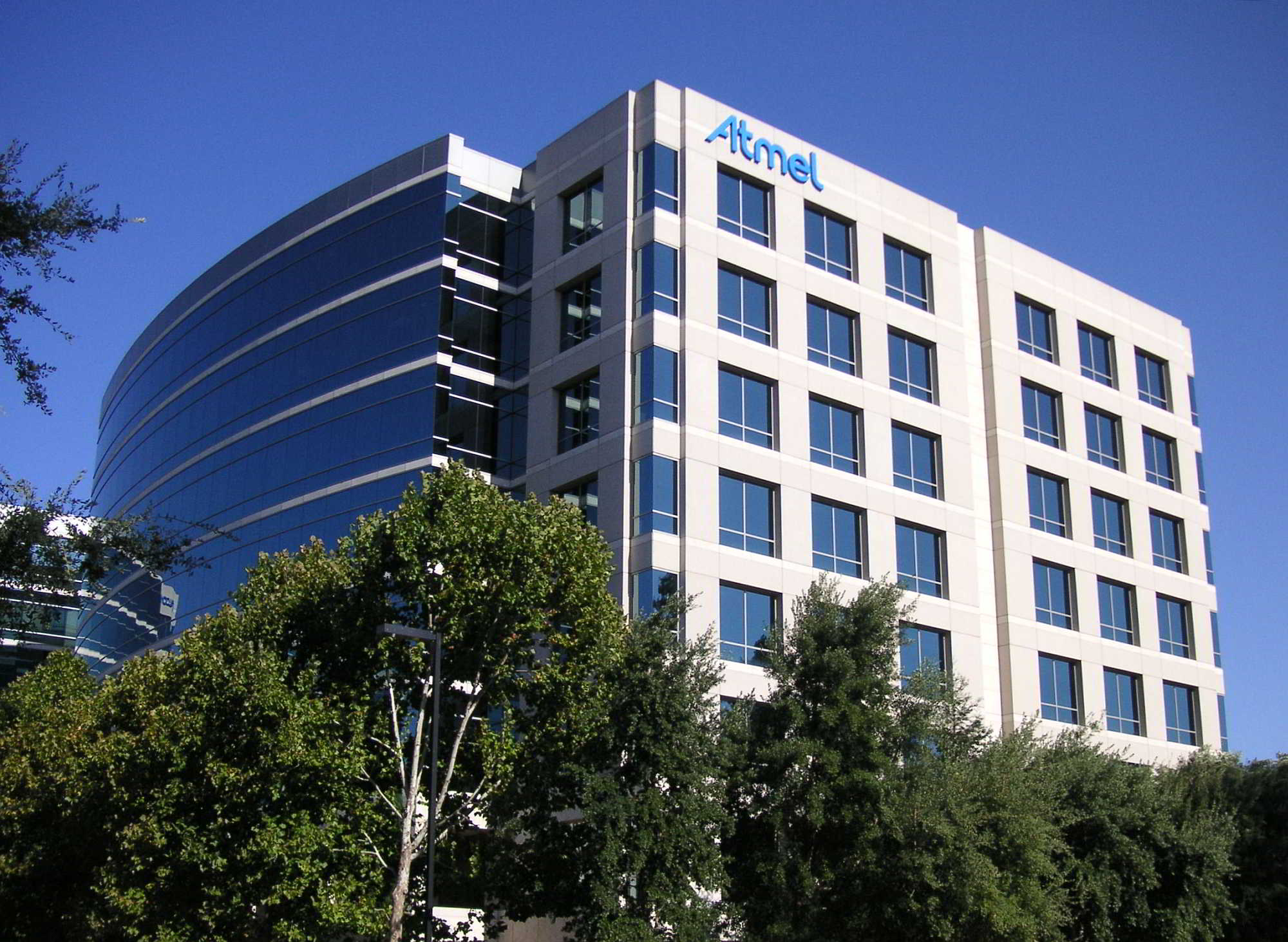
Het hoofdkantoor van Atmel in San Jose.

Het bedrijf werd opgericht in 1984 door George Perlegos. Perlegos was een oud-medewerker bij Intel waar hij op de afdeling voor geheugenchips werkte. Met een startkapitaal van 30.000 dollar startte hij een eigen bedrijf zonder fabriek. De eerste geheugenchips van Atmel gebruikten minder energie dan die van de concurrent. Na een aanklacht wegens patentbreuk begon Perlegos opnieuw met nieuwe ontwerpen. Daarbij ging Atmel ook flashgeheugen produceren.
Na de aankoop van een fabricagehal in Colorado Springs groeide het bedrijf sterk gedurende de jaren 90. In 1991 ging Atmel naar de beurs, en in 1995 was Atmel een van de eerste bedrijven die de ARM-architectuur in licentie nam voor de productie van de AT91-serie.
In 2016 werd Atmel overgenomen door Microchip voor 3,6 miljard dollar.

## Producten

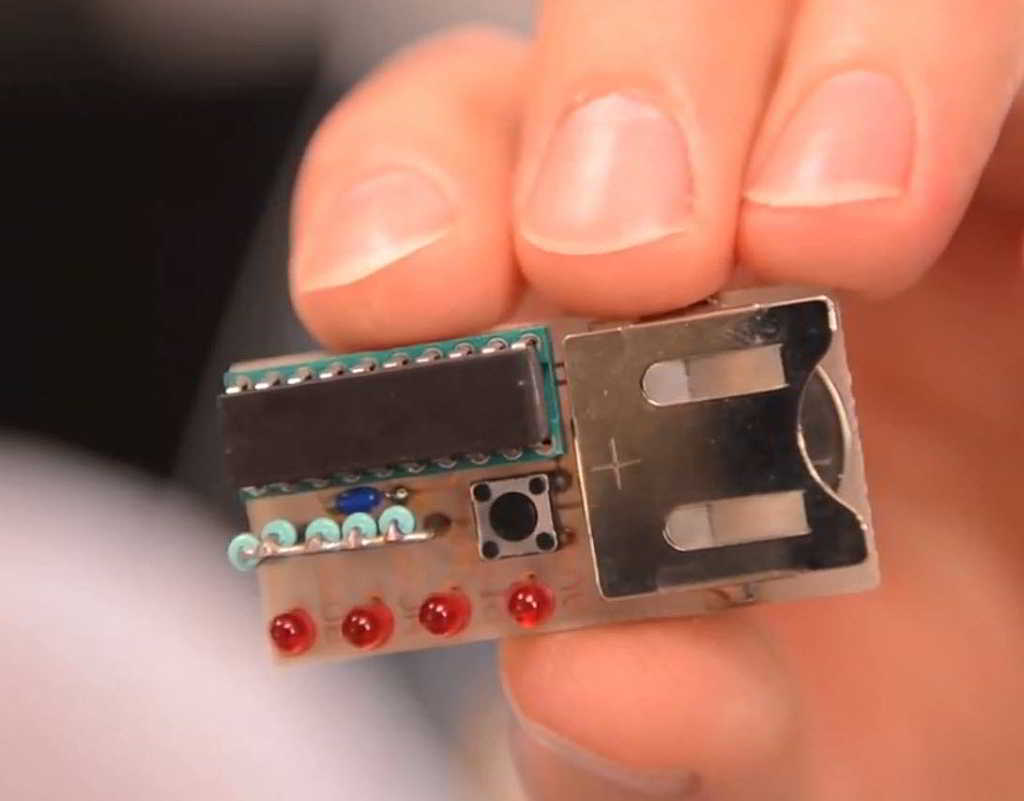
Een AVR prototype.

MicrocontrollersEen groot deel van Atmels inkomsten is afkomstig van microcontrollers. Hieronder vallen de AVR8 en AVR32, de op ARM-architectuur-gebaseerde microprocessors, en ARM-gebaseerde flash-microcontrollers. Daarbij produceert Atmel microcontrollers op basis van de 8051-architectuur, die instructies via een enkele klokcyclus verwerken.
Draadloos/RFAndere chips dienen als ondersteuning voor het internet der dingen. Voorbeelden zijn Wi-Fi-chips en netwerkcontrollers. Sommige chips zijn zelfstandig werkende onderdelen, andere zijn geïntegreerd in microcontrollers.
AanraakschermenAtmel produceert zowel flexibele aanraakschermen als controller-chips voor bestaande aanraakschermen.
GeheugenchipsOorspronkelijk een hoofdproduct van Atmel, geheugenchips zoals EEPROM worden nog steeds geproduceerd.